# Vili
Vili era uno de los Æsir e hijo de Bor en la mitología nórdica. Sus hermanos eran Ve y Odín. Conocido por darle emociones e inteligencia a la humanidad. Según Loki, en la Lokasenna, estaba enamorado de la esposa de Odín, Frigg.
En la Völuspá, en la creación del primer hombre (Ask) y mujer (Embla), Hœnir y Lóðurr ayudaron a Odín. En Gylfaginning, estos son sustituidos por Vili y Vé. Como Snorri conocía la Völuspá, es muy probable que Hœnir fuera otro nombre para Vili.

## Otros nombres
- Alemán: Willio